# Нидерле, Любор
Лю́бор Ни́дерле (чеш. Lubor Niederle; 20 сентября 1865, Клатови, Австрийская империя — 14 июня 1944, Прага) — чешский археолог, этнограф, историк-славист и антрополог, профессор Карлова университета, член Чешской академии наук и искусств. Сын чешского филолога Индржиха Нидерле.

## Биография
В 1887 году окончил философский факультет Карлова университета. В 1889 году был слушателем лекций по антропологии и археологии в Мюнхене, в 1889—1890 годах работал в лабораториях антропологической школы в Париже. В 1893 году был в научной командировке в Российской империи, работал в музеях, библиотеках и изучал археологические коллекции в Санкт-Петербурге, Москве, Варшаве, Киеве, Твери.
Начиная с 1891 года преподавал в Карловом университете сначала в качестве доцента по антропологии и преисторической археологии, затем, в 1898 году, стал первым профессором преисторической археологии и этнологии. В 1907—1908 годах занимал должность декана философского факультета университета, в 1927—1928 годах — ректор Карлова университета.
Основал Археологический институт в Праге (1919—1924), стал первым директором этого института. Кроме того, с 1928 был первым руководителем Славянского института в Праге.
Л. Нидерле принимал участие в основании журнала «Český lid», выходящего с 1891 года вплоть до настоящего времени, и до 1928 года был его соредактором. В 1914—1930 годах был соредактором археологического периодического издания — журнала «Památky archaeologické» (в настоящее время «Památky archeologické»).
В 1901 году Л. Нидерле стал членом Королевского чешского научного общества, в 1906 году был избран членом Чешской академии наук и искусств; являлся членом-корреспондентом ряда иностранных академий и научных обществ, в том числе Петербургской Академии наук (1906). Член-корреспондент Русского географического общества по Отделению Этнографии с 11 (24) февраля 1905 года.
После смерти был кремирован. В 1956 году его прах и прах его жены Божены были перезахоронены на Ольшанском кладбище в саркофаг П. Й. Шафарика.

## Научная деятельность
Занимался первобытной и античной, а затем славянской археологией. В 1893 году вышла книга «Человечество в доисторические времена», где изложена археология Европы от палеолита до эпохи средневековья включительно. В 1902—1934 годах опубликовал знаменитый труд «Славянские древности», в котором представил масштабный свод известной о славянах информации.
Считал неправильным судить об этногенезе славян, так как достоверного о древнейших славянах известно столь мало, что научному определению поддаются только средневековые материалы. В 1931 году вышла работа «Руководство по славянской археологии», в которой он подвёл итоги своих археологических исследований.

## Политические взгляды
Был сторонником единства восточных славян в современности как единого народа, утверждая в «Славянских древностях»:

Очень многое общее связывает друг с другом части народа русского, и совершает грех и перед собою, и перед славянством тот, кто насильственно разбивает созданное веками, вместо того чтобы совместными усилиями создать один, из свободных частей состоящий, народ русский и одну государственность.
— Slovanské starožitnosti I, IV

## Библиография

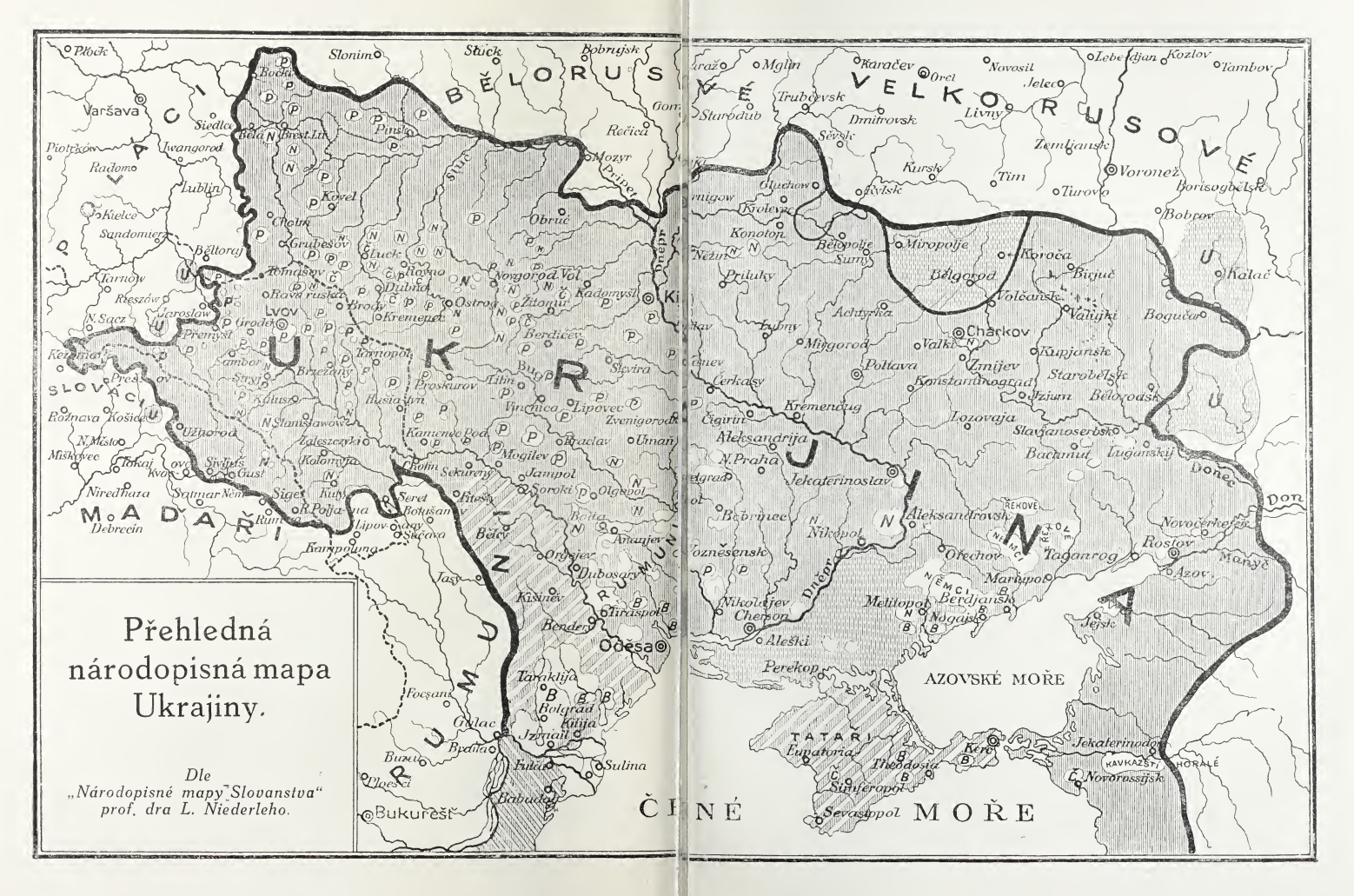
Карта «Přehledná národopisná mapa Ukrajiny» 1915 года, составленная по карте «Národopisná mapa Slovanstva» Любора Нидерле 1912 года.